# ASTROS
ASTROS (Artillery SaTuration ROcket System) è un lanciarazzi multiplo da guerra.
All'inizio degli anni '80 l'Iraq richiese all'industria brasiliana Avibras un nuovo modello di lanciarazzi multiplo per equipaggiare le sue unità di artiglieria. I sistemi già disponibili, per un motivo o l'altro, non vennero accettati, e ci si dedicò alla realizzazione, grazie anche alla collaborazione dell'esercito brasiliano, di un nuovo MLR.
La risultante famiglia di razzi tattici ASTROS II ha dimostrato al mondo l'elevata capacità progettuale raggiunta dal Brasile nel campo della propulsione a razzo. Ultimi di una serie di ordigni a razzo non guidati di concezione locale, gli Astros sono presenti in 3 versioni base: calibro 127 mm (32 colpi), 180 (16) e 300 mm (4). In tutti i casi il vettore è un autocarro totalmente corazzato, il Tectran 6x6 classe 10 tonnellate, con un aspetto non dissimile da quello del cingolato dell'MRLS, ma molto più leggero ed economico. Il veicolo, naturalmente, non è protetto in maniera pesante, ma può almeno sopportare schegge e esplosioni entro una certa distanza, pur non perdendo una buona mobilità complessiva. Ha anche una mitragliatrice pesante M2 calibro 12,7 sul tetto, per la difesa ravvicinata, particolarità rara a trovarsi su di un lanciatore MLR.
I razzi e missili hanno gittate tra i 4 e i 300km, con testate che comprendono anche quelle ICM (submunizioni) e sono associati ad un sistema di comando e controllo del fuoco dotato anche di radar di controllo del tiro, su chassis dello stesso modello di autocarro.
Questo moderno sistema d'arma è stato decisamente innovativo per la modularità dei carichi che può trasportare, suddivisi in 2 sezioni nel lanciatore (anche qui il paragone è con l'MRLS, dotabile di 2 pacchi di 6 razzi oppure di 2 lanciatori di missili ATACMS).
Ben 60 batterie furono a suo tempo acquistate dagli iracheni, durante la Prima guerra del Golfo, ed impiegate accanto (e contro, dato che anche gli iraniani ne avevano) ai BM-21 di fornitura orientale. Non c'è dubbio che essi fossero superiori anche a questi ultimi, ma nondimeno più costosi e pesanti. La gittata dei modelli SS-30 era già eccellente, d'altra parte la tecnologia impiegata era di 20 anni successiva a quella dei 'grad' (i SAKR egiziani hanno avuto lo stesso incremento di gittata grazie al cambio di propellente).

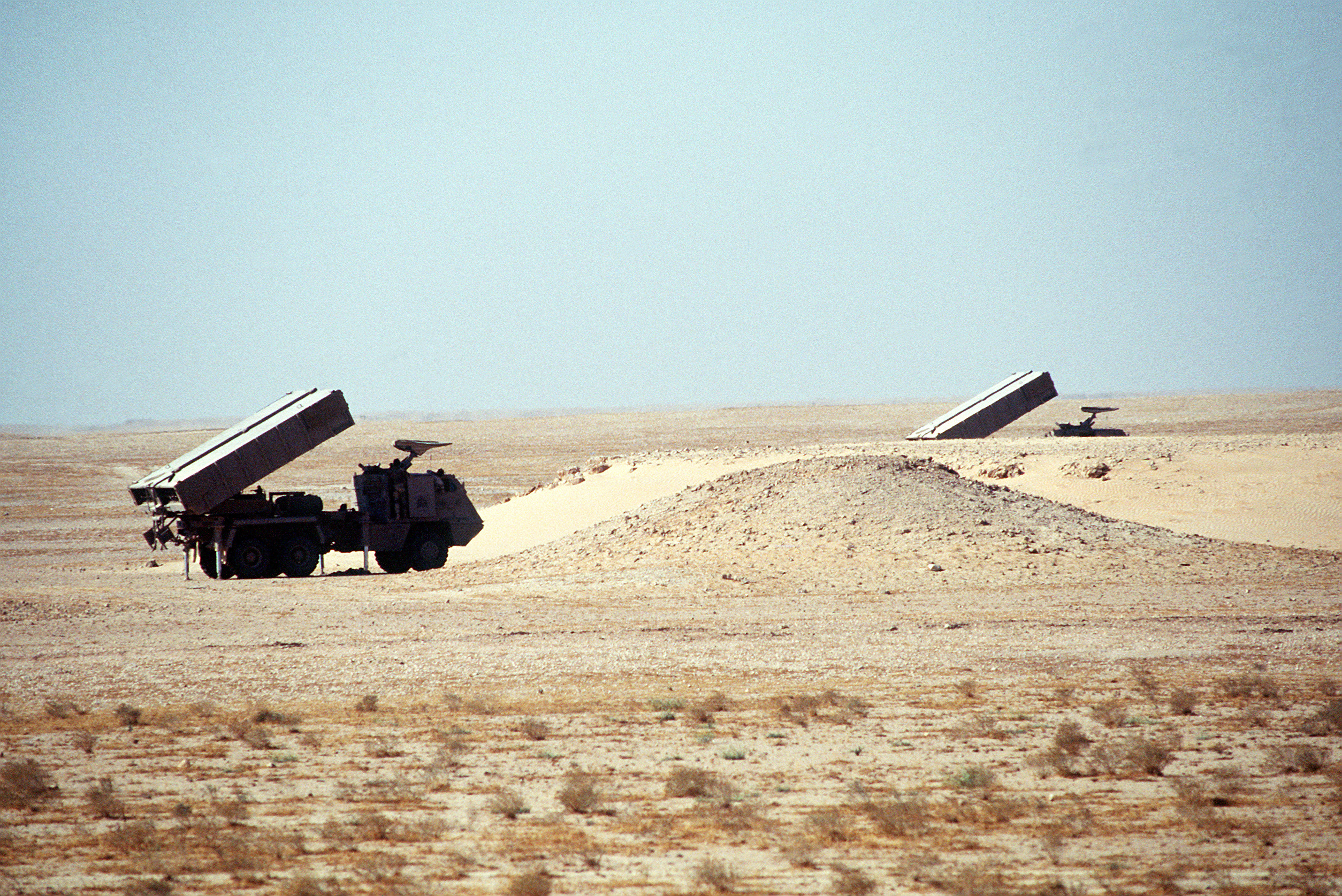
Sistema Astros II utilizzato dall'Iraq durante la Guerra del Golfo

Notare, comunque, che i BM-21 pesavano più (77kg) degli SS-30 pur avendo un calibro inferiore di 5mm.

## Varianti

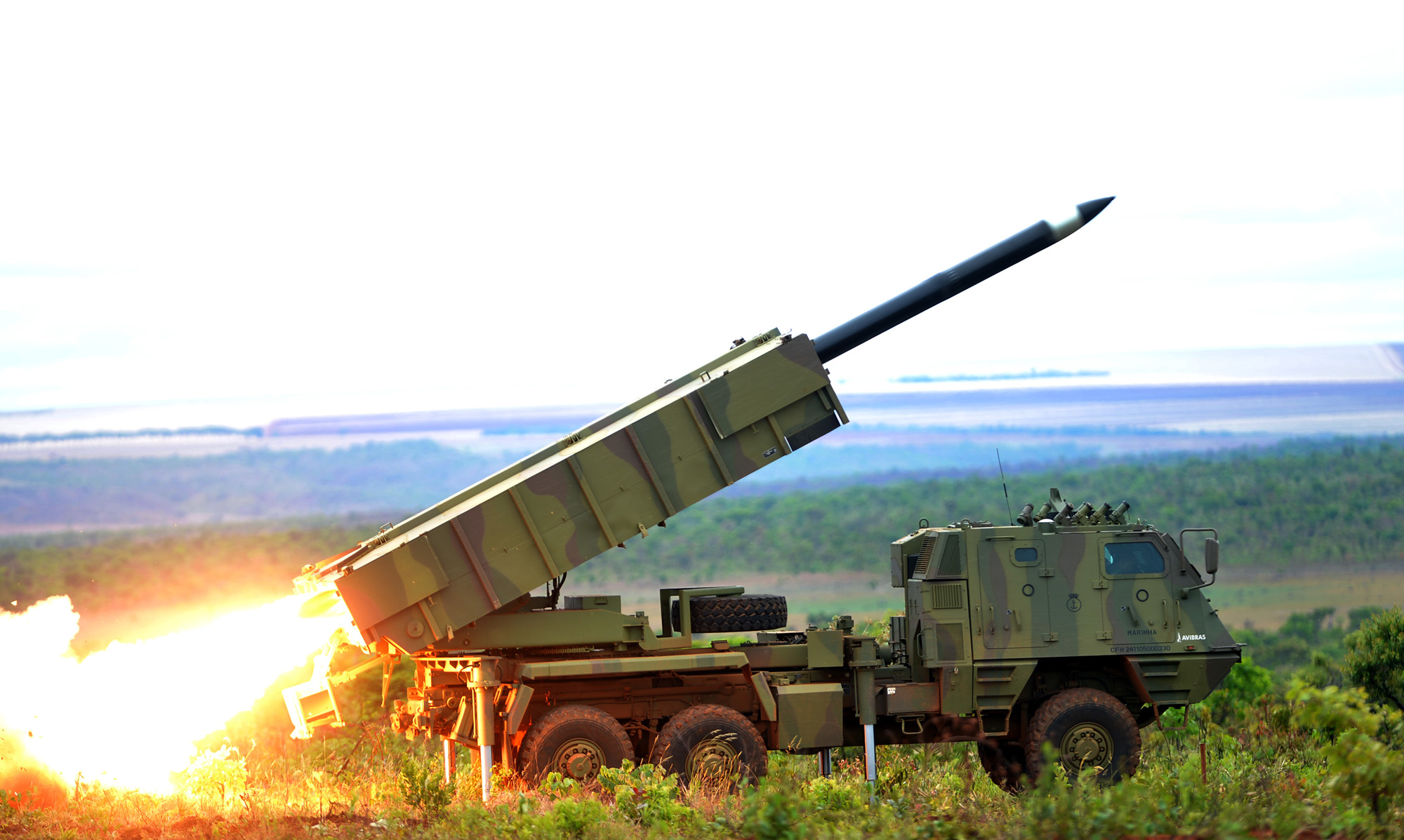
Tiro Astros II MK-6 del Corpo dei Marines brasiliani

- Astros II MK-3
- Astros II MK-3M
- Astros II MK-6

## Componenti del sistema
- VBA - Veicolo portante di base Avibras
- AV-LMU - Veicolo di lancio
- AV-RMD - Veicolo per il trasporto e il rifornimento di munizioni
- AV-UCF - Unità di monitoraggio e controllo delle bozze di sistemi elettronici
- AXV-VCC - Veicolo comando e controllo unità a livello di battaglione

## Razzi
- SS-09 TS: 70 mm per l'allenamento. Gamma da 4 a 10 km.
- SS-30: antiuomo da 127 mm e blindato. Gamma da 9 a 40 km. 8 razzi x contenitore usa e getta.
- SS-40: antiuomo e anticarro 180 mm (cluster). Gamma da 15 a 40 km. 4 razzi x contenitore usa e getta.
- SS-40 G: Variante SS-40 guidata.
- SS-60: razzo antiuomo e anticarro da 300 mm (cluster). Gamma da 20 a 60 km. 1 x razzo contenitore usa e getta.
- SS-80: antiuomo e anti-scudo. Gamma da 20 a 90 km. 1 x razzo contenitore usa e getta. Guida GPS.
- SS-150: 450 mm con un raggio di 150 km. Guida GPS
- FOG MPM: missile guidato in fibra ottica con una gittata di 60 km.
- AV-TM 300: missile da crociera tattico, portata 300 km.

## Operatori

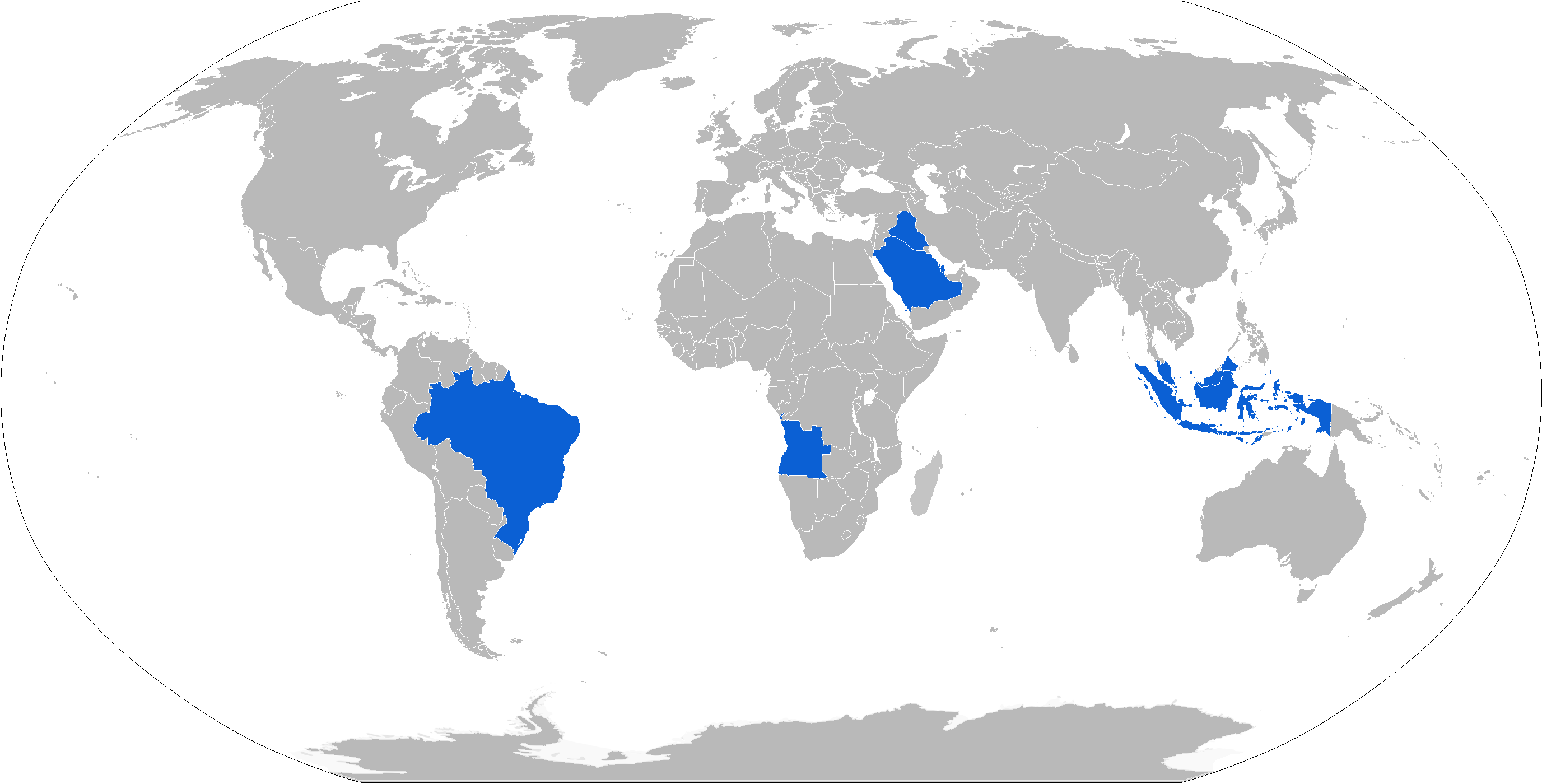
Mappa con operatori Astros II in blu

- Brasile
- Arabia Saudita
- Malaysia
- Indonesia
- Bahrein
- Qatar
- Libia
- Iraq